# Autoritär
Autoritär ist ein Wort, das Ende des 19. Jahrhunderts aus dem französischen autoritaire (dieses nach französisch auteur, wie das deutsche Wort Autor von lateinisch auctor abgeleitet) entlehnt worden sein soll. Dies ist im Unterschied zu Autorität, das sich im 15. Jahrhundert aus dem lateinischen Wort auctoritas ableitete, ebenfalls auf lateinisch auctor zurückgehend.
Das Wort ist mehrdeutig, wobei heute eine negative kritische Hauptbedeutung überwiegt.
Neutral, jedoch als „veraltend“ bezeichnet, wird darunter „auf Autorität beruhend“ oder „mit Autorität ausgestattet“ verstanden. Anderenorts wird die Bedeutung auch beschrieben als „mit überlegener Macht ausgestattet aus eigener Machtvollkommenheit“.
Ende der 1920er Jahre wurde das Wort „autoritär“ etwa von Ernst Jünger und Moeller van den Bruck in einem positiven Sinne (im Sinne ihrer politischen Ideologie) verwendet. Inzwischen überwiegt eine negative Hauptbedeutung, die mit „totalitär, diktatorisch“ und „unbedingten Gehorsam fordernd“ angegeben wird.
Als Wörter mit ähnlicher Bedeutung (Synonyme) werden dann darüber hinaus genannt: beengend, herrschaftsbegierig, selbstständig (im Sinne von willkürlich), bedingungslos, herrisch, uneingeschränkt, bevormundend, unterdrückend, absolutistisch oder barbarisch.
Dies veranlasst zu betonen, dass Begriff und Wortgebrauch von „autoritär“ und „Autorität“ „scharf … abzugrenzen“ seien.
Die Hauptbedeutung kommt in verschiedenen Zusammenhängen zur Anwendung:
- Sozial-psychologisch spricht man von einem autoritären Charakter oder ähnlich von einer autoritären Persönlichkeit und versteht darunter „menschliche Charaktere, die sich durch ein ausgeprägtes Überlegenheitsgefühl, überzogenen Machtanspruch und das Unterwerfen Schwächerer auszeichnen und dadurch Intoleranz, Dogmatismus und Unfreiheit fördern.“[6]
- Politikwissenschaftlich ist unter anderem die Rede von Autoritarismus als Ideologie bzw. von autoritären Regimen, die sich dadurch auszeichnen, „dass sie a) die Möglichkeiten demokratischer Mitwirkung stark einschränken, b) öffentliche Willensbildungsprozesse (Presse-, Informationsfreiheit) und die öffentliche Auseinandersetzung über politische Entscheidungen stark behindern und c) die pluralistische Interessenvielfalt begrenzen.“[6]
- In der Pädagogik stehen sich Konzepte der autoritären Erziehung und antiautoritären Erziehung gegenüber. In der Diskussion ist jeweils zu klären, ob man autoritäres Verhalten in seiner negativen Hauptbedeutung oder jedwede Autorität meint.